# Quartetto per archi n. 1 (Bartók)
Il Quartetto n. 1 op. 7 (Sz.40) di Béla Bartók, composto nel 1909, è il primo dei 6 quartetti per archi scritti dal compositore ungherese nell'arco di un periodo di 30 anni.
Il Quartetto n. 1 è in 3 movimenti, eseguiti senza interruzione:
1. Lento
2. Allegretto[1]
3. Introduzione. Allegro - Allegro vivace

## Discografia
- Fine Arts Quartet, 6 Quartets, 3 CD, Music & Arts, 1959 (registrazione)
- Hungarian String Quartet, 6 Quartets, 2 CD, Deutsche Grammophon, serie The Originals, 1999 (pubblicazione)
- Emerson String Quartet, The Bartok Quartets, 2 CD, Deutsche Grammophon, 1990 (pubblicazione)